# Cineville
Cineville is een filmpas voor ongelimiteerd filmbezoek in tientallen bioscopen en filmhuizen door heel Nederland voor een vast bedrag per maand. Het project bestaat sinds 2009 in Amsterdam en is sinds 2011 ook buiten de hoofdstad in gebruik. Sinds 2022 is er naast Cineville Nederland ook Cineville België, met een aparte filmpas. Sinds 2024 is er ook Cineville Duitsland en in 2025 startte Cineville Zweden. De filmpas van Cineville Nederland is niet geldig in België, Duitsland en Zweden, en omgekeerd ook niet. Er wordt wel samengewerkt, de organisaties gebruiken hetzelfde logo, en Cineville Nederland beheert de technologie van de passen: de website, het content management systeem en het databeheer.
Tot 2017 presenteerde Lize Korpershoek een reeks filmpjes voor Cineville op YouTube. Toen in maart 2020 vanwege de Coronacrisis in Nederland alle bioscopen en filmhuizen moesten sluiten kwam Cineville met een online platform, Vitamine Cineville, waar pashouders bijna 200 films konden bekijken. Dit platform bleef nog een tijd beschikbaar na de heropening van de filmhuizen in juni.

## Cineville Nederland

### Deelnemende bioscopen
Anno april 2025 is de pas van Cineville Nederland geldig in 70 aangesloten theaters in 42 Nederlandse steden. Cineville is hiermee in nagenoeg alle provincies vertegenwoordigd, met uitzondering van Flevoland en Drenthe.
- Friesland
  - Leeuwarden: Slieker
- Gelderland
  - Apeldoorn: GIGANT
  - Arnhem: Focus filmtheater
  - Nijmegen: Lux
  - Wageningen: Heerenstraat Theater, Filmhuis Movie W, Visum Mundi
  - Zevenaar: Filmhuis Zevenaar
  - Zutphen: Luxor Theater Zutphen
- Groningen
  - Groningen: Forum Groningen
- Limburg
  - Maastricht: Lumière Cinema
- Noord-Brabant
  - Breda: Chassé, Filmhuis Breda
  - Den Bosch: Verkadefabriek[11]
  - Eindhoven: LAB-1[12], Natlab
  - Helmond: De Cacaofabriek
- Noord-Holland
  - Alkmaar: Filmhuis Alkmaar
  - Amstelveen: Cinema Amstelveen, De Landing
  - Amsterdam:[13] Bijlmerbios, De Balie, Filmhuis Cavia, Cinecenter, Het Documentaire Paviljoen,[14] EYE Filmmuseum, Filmhallen, FC Hyena, Het Ketelhuis, Filmtheater Kriterion, Lab111, De Melkweg, The Movies, Rialto De Pijp en Rialto VU, Studio/K, De Uitkijk en Cinema de Vlugt. (Dit zijn vrijwel alle bioscopen/filmtheaters van Amsterdam, behalve de vijf Pathé-bioscopen en de seksbioscopen.)
  - Bussum: Filmhuis Bussum
  - Castricum: Corso Castricum
  - Diemen: De Omval
  - Enkhuizen: Cinema Enkhuizen
  - Haarlem: de Schuur, FilmKoepel
  - Hilversum: Filmtheater Hilversum
  - Hoorn: Cinema Oostereiland
  - IJmuiden: Filmtheater Velsen
  - Zaandam: De Fabriek
- Overijssel
  - Deventer: MIMIK
  - Enschede: Concordia
  - Zwolle: Fraterhuis
- Utrecht
  - Amersfoort: De Lieve Vrouw
  - Houten: Aan de Slinger
  - Utrecht: Louis Hartlooper Complex, Springhaver en 't Hoogt[1], Slachtstraat
- Zeeland
  - Goes: Podium 't Beest
  - Middelburg: Cinema Middelburg
  - Oostburg: Ledeltheater
  - Zierikzee: fiZi
- Zuid-Holland
  - Delft: Lumen
  - Den Haag: Filmhuis Den Haag, Theater en Filmhuis Dakota, Flora Filmtheater
  - Dordrecht: Filmtheater De Witt
  - Leiden: Kijkhuis, Lido en Trianon
  - Rotterdam: LantarenVenster, Cinerama, KINO Rotterdam en WORM
  - Schiedam: Wenneker Cinema
  - Voorschoten: Filmtheater

#### Voormalig
- Deventer: Filmhuis De Keizer (tot 2021)
- Nijmegen: Filmhuis O42 (2017–2020)[15]

### Aantal leden
| Wanneer       | Aantal leden |
| ------------- | ------------ |
| mei 2012      | 7.000        |
| februari 2013 | 10.000       |
| april 2015    | 16.000       |
| eind 2015     | 20.000       |
| 2017          | 30.000       |
| eind 2018     | 40.000       |
| april 2019    | 44.000.      |
| begin 2020    | 50.000       |
| eind 2021     | 55.000       |
| maart 2023    | 70.000       |
| januari 2025  | 100.000      |

De helft van de leden is jonger dan 39. Driekwart van de gebruikers woont in de Randstad.

## Cineville België

### Deelnemende bioscopen
Anno november 2024 is de pas van Cineville België geldig in 25 aangesloten theaters in 12 Belgische steden.
- Vlaanderen
  - Antwerpen: Cinema Cartoon's, De Cinema, Lumière Antwerpen
  - Brugge: Lumière Brugge
  - Gent: Sphinx cinema, KASKcinema
  - Leuven: Cinema Zed (site Vesalius en STUK)
  - Mechelen: Lumière Mechelen
- Brussel
  - Brussel-Stad: Cinema Aventure, Cinéma Galeries, Cinéma Nova, Cinema Palace, Cinema RITCS, CINEMATEK
  - Elsene: Vendôme, CineFlagey
- Wallonië
  - Charleroi: Quai10, Quai10 / CotéParc
  - Luik: Churchill, Le Parc, Sauvenière
  - Bergen: Plaza Arthouse Cinema
  - Namen: Caméo
  - Nijvel:  Ciné4

### Aantal leden
| Wanneer        | Aantal leden |
| -------------- | ------------ |
| september 2022 | 800          |
| september 2023 | 5.000        |
| december 2023  | 6.800        |
| juni 2024      | 8.500        |
| november 2024  | 10.000       |

## Cineville Duitsland

### Deelnemende bioscopen
Vanaf augustus 2024 is er ook in Duitsland een Cinevillepas van start gegaan. 40 filmhuizen in 10 steden doen intussen mee.
- Berlijn
  - Berlijn: BrotfrabrikKINO, b-ware!ladenkino, City Kino Wedding, Filmkunst 66, Freiluftkino Hasenheide, fsk Kino, Hackesche Höfe Kino, Il Kino, Klick Kino, Sputnik Kino, Wolf Kino
- Baden-Württemberg
  - Freiburg: Friedrichsbau, Harmonie, Kandelhof
- Beieren
  - Fürth: Babylon - Kino am Stadtpark, Uferpalast
  - Neurenberg: Casablanca Filmkunsttheater, Filmhaus im KunstKulturQuartier, KommKino, Meisengeige, Metropolis Nürnberg
  - Würzburg: Central im Bürgerbräu
- Hamburg
  - Hamburg: 3001 Kino, Abaton-Kino, Alabama Kino, filmRaum, Metropolis Kino, zeise kinos
- Noordrijn-Westfalen
  - Keulen: Cinenova, Filmhaus Köln, Filmpalette, Lichtspiele Kalk, Odeon Köln, OFF Broadway, Weisshaus Kino
  - Leverkusen: Scala Cinema
  - Wuppertal: Rex & Cinema Wuppertaler Kinos
- Vrije Hanzestad Bremen
  - Bremen: Cinema Ostertor, Atlantis, City 46, Gondel, Schauburg

## Cineville Zweden

### Deelnemende bioscopen
Vanaf 9 april 2025 is de pas van Cineville Zweden geldig in 11 aangesloten theaters in Zweden.
- Göteborg: Bio Roy, Capitol, Hagabion
- Lund: Kino, Södran
- Malmö: Panora
- Stockholms län: 
  - Sundbyberg: Bio Bristol
  - Stockholm: Biograf Reflexen, Bio Skandia, Klarabiografen, Zita Folkets Bio

## Nonstopkino Oostenrijk
In samenwerking met Cineville Nederland is het model ook uitgerold in Oostenrijk maar gebruikt men niet dezelfde naam en huisstijl. Daar kan men sinds 16 maart 2023 gebruik maken van de nonstop Kinoabo in ondertussen 24 filmhuizen, waarvan 14 in Wenen.